# Solea ovata
A Solea ovata a csontos halak (Osteichthyes) főosztályának a sugarasúszójú halak (Actinopterygii) osztályába, ezen belül a lepényhalalakúak (Pleuronectiformes) rendjébe és a nyelvhalfélék (Soleidae) családjába tartozó faj.

## Előfordulása
A Solea ovata elterjedési területe az Indiai-óceán és a Csendes-óceán, beleértve a Kelet-kínai-tengert, a Thai (Sziámi)-öblöt, a Fülöp-szigetek és Indonézia vízeit is. Pápua Új-Guinea és Ausztrália vízeiből állítólag hiányzik. Előfordulását nyugaton, Pakisztán a határolja.

## Megjelenése
Ez a halfaj általában 8,5 centiméter hosszú, de akár 10 centiméteresre is megnőhet.

## Életmódja
A Solea ovata tengerihalfaj, amely a homokos és iszapos, partmenti vízekben él. Tápláléka fenéklakó gerinctelenek, főleg kisebb rákok.

## Felhasználása
Ipari mértékű halászata folyik. Az ember frissen, fagyasztva vagy sózva és szárítva árulja.